# هیئت امتحانی مدرسه بیهار
هیئت امتحانی مدرسه بیهار (به اختصار بی اس ای بی) یک سازمان قانونی بر اساس قسمت ۳ قانون امتحان مدرسه بیهار - ۱۹۵۲ است که زیر نظر دولت بیهار است که برای برگزاری امتحانات در سطح متوسطه و متوسطه عالی در مدارس دولتی و خصوصی وابسته به این کشور در بیهار طراحی گردیده شده. 

## موضوعات دهم هیئت بیهار
براساس برنامه درسی، ریاضی، علوم، علوم اجتماعی، ۲ درس زبان برای دانش‌آموزان کلاس دهم اجباری می باشد. جدای از آن، آنان می توانند یک موضوع اختیاری را به دلخواه انتخاب نمایند که موضوع آن می تواند یک موضوع درباره زبان یا یک موضوع دلخواه انتخابی باشد.